# Renato Abreu
Renato Abreu, właśc. Carlos Renato de Abreu (ur. 8 czerwca 1978 w São Paulo) – piłkarz brazylijski, występujący na pozycji pomocnika.

## Kariera klubowa
Renato Abreu karierę piłkarską rozpoczął w klubie Marcílio Dias Itajaí, którego jest wychowankiem w 1998. Kolejnymi jego klubami były Joinville EC i União Barbarense Santa Bárbara. Przełomem w jego karierze był transfer do Guarani FC. W Guarani 30 lipca 2000 w zremisowanym 0-0 meczu z Santa Cruz Recife Renato zadebiutował w lidze brazylijskiej.
W 2001 przeszedł do SC Corinthians Paulista. Z Corinthians dwukrotnie zdobył mistrzostwo stanu São Paulo – Campeonato Paulista w 2001 i 2003 oraz Copa do Brasil w 2002. W 2005 przeszedł do CR Flamengo. Z Flamengo zdobył mistrzostwo stanu Rio de Janeiro – Campeonato Carioca w 2007 oraz Copa do Brasil w 2006.
W drugiej połowie 2007 wyjechał do Zjednoczonych Emiratów Arabskich do klubu Al-Nasr Dubaj. Po roku przeszedł do ówczesnego mistrza kraju Al-Shabab Dubaj, w którym występował przez dwa lata. Łącznie w UAE Football League Renato rozegrał 67 spotkań, w których strzelił 25 bramek. W 2010 Renato powrócił do Flamengo, z którym podpisał kontrakt obowiązujący do końca 2011. W kwietniu 2011 wygrał z Flamengo ligę stanową. Dotychczas Renato rozegrał w barwach rubro-negro 202 mecze, w których strzelił 57 bramek.

## Kariera reprezentacyjna
Renato Abreu w reprezentacji Brazylii zadebiutował 14 września 2011 w zremisowanym 0-0 towarzyskim meczu z reprezentacją Argentyny, stając się jednym z najstarszych debiutantów w historii canarinhos.